# Gigue en sol majeur pour piano, K. 574
Une Petite Gigue en sol majeur pour piano, K. 574 (Eine kleine Gigue für das klavier) est une composition de Wolfgang Amadeus Mozart, écrite le 16 mai 1789 durant son séjour à Leipzig. La pièce est écrite sur le cahier de l'organiste de la cour de Leipzig, K. I. Engel, en hommage à Johann Sebastian Bach.
L'autographe est perdu. La première publication a été faite en 1792 par Artaria.
Piotr Ilitch Tchaïkovski a utilisé le thème de cette gigue dans le premier mouvement (Gigue) de la Suite no 4 « Mozartiana ».

## Analyse
La pièce est écrite pour piano ou orgue seul, et comporte trente-huit mesures réparties en deux sections répétées deux fois (première section: mesures 1 à 16; deuxième section: mesures 17 à 38). Elle est écrite à 
, avec l'indication de tempo Allegro et présente des traits propres au style baroque et de nombreuses œuvres de Bach. Stylistiquement, elle diffère de toutes les œuvres que Mozart avait jusqu'alors écrites.
Première reprise de la Gigue :